# La Merlatière
La Merlatière ist eine französische Gemeinde mit 1.010 Einwohnern (Stand: 1. Januar 2022) im Département Vendée in der Region Pays de la Loire; sie gehört zum Arrondissement La Roche-sur-Yon und zum Kanton Chantonnay (bis 2015: Kanton Les Essarts). Die Einwohner werden «Merlatériens» genannt.

## Geografie
La Merlatière liegt etwa 14 Kilometer nordöstlich von La Roche-sur-Yon am Boulogne. Umgeben wird La Merlatière von den Nachbargemeinden Dompierre-sur-Yon im Norden und Westen, Essarts en Bocage im Norden und Osten, Saint-Martin-des-Noyers im Südosten sowie La Ferrière im Süden.

## Einwohner
| Jahr      | 1946 | 1954 | 1962 | 1968 | 1975 | 1982 | 1990 | 1999 | 2006 | 2013 |
| --------- | ---- | ---- | ---- | ---- | ---- | ---- | ---- | ---- | ---- | ---- |
| Einwohner | 591  | 548  | 575  | 529  | 513  | 597  | 603  | 646  | 711  | 984  |

## Sehenswürdigkeiten
- Kirche aus dem 12. Jahrhundert
- Schloss Bois-Potuyau aus dem 19. Jahrhundert
- Schloss La Noue Saint-Martin aus dem 16. Jahrhundert, Umbauten aus dem 19. Jahrhundert